# 加納鎮區 (阿肯色州尤寧縣)
加納鎮區（英語：Garner Township）是位於美國阿肯色州尤寧縣的一個行政鎮區。

## 地方資料
加納鎮區的面積為135.19平方千米，當中陸地面積為135.17平方千米，而水域面積為0.02平方千米。根據2010年美國人口普查的數據，當地共有人口348人，而人口密度為每平方千米2.57人。